# Rio Coza
O Rio Coza é um rio da Romênia, afluente do Putna, localizado no distrito de Vrancea.